# Trzy dni (film 2001)
Trzy dni – amerykański film familijny z 2001 roku.

## Główne role
- Kristin Davis – Beth Farmer
- Reed Diamond – Andrew Farmer
- Danielle Brett – Kimberly
- Tim Meadows – Lionel
- Alexa Gilmour – Megan Harrison Hopkins
- Andrew Bush – Leo Burton
- Lee J. Campbell – Stanley Terkleton
- David Christoffel – Walter Hopkins
- Howard D'Arcy – Św. Mikołaj/Taksówkarz
- John Dunsworth – Burmistrz
- Martha Irving – Dr Wilson
- Jack Jessop – Isaiah Hanson
- Colin Rogers – Tyler Hopkins

## Fabuła
Beth i Andrew Farmer są małżeństwem od 10 lat. Właśnie przechodzą kryzys w związku. Dzień przed świętami Bożego Narodzenia Beth ginie w wypadku samochodowym. Zrozpaczony Andrew wracając ze szpitala do domu, nie jest w stanie otworzyć drzwi, więc idzie do zakładu ślusarskiego znajdującego się ulicę stąd. Tam pracuje Lionel – anioł, który daje mu szansę. Może spędzić z żoną ostatnie trzy dni jej życia, ale nie może zmienić jej przeznaczenia...